# 1955 en mathématiques
| Années des mathématiques : 1952 - 1953 - 1954 - 1955 - 1956 - 1957 - 1958    |
| Décennies des mathématiques : 1920 - 1930 - 1940 - 1950 - 1960 - 1970 - 1980 |

Cet article présente les faits marquants de l'année 1955 en mathématiques.

## Naissances
- 1er janvier : Abbas Bahri (mort en 2016), mathématicien tunisien.
- 17 janvier : Alicia Dickenstein, mathématicienne argentine.
- 5 février : Zhang Yitang, mathématicien chinois.
- 9 février : Stevo Todorčević, mathématicien canadien-français-serbe.
- 16 février : Marco Avellaneda, mathématicien américain d'origine argentine.
- 10 mars : Mihnea Colțoiu (mort en 2021), mathématicien roumain.
- 11 mars : Victor Kolyvagin, mathématicien russe.
- 27 mars : Joseph H. Silverman, mathématicien américain.
- 6 avril : Mei-Chi Shaw, mathématicienne américaine d'origine taïwanaise.
- 14 avril : Olivier Salon, mathématicien et écrivain français, membre de l'Oulipo.
- 23 avril : W. Hugh Woodin, mathématicien américain.
- 18 mai : Christine Bernardi (morte en 2018), mathématicienne française.
- 23 mai : Preda Mihăilescu, mathématicien roumain.
- 25 juin : Daniele Struppa, mathématicien italien.
- 14 juillet : Gregory F. Lawler, mathématicien américain.
- 21 juillet : Jan Hogendijk, mathématicien et historien des sciences néerlandais.
- 1er août : Bernadette Perrin-Riou, mathématicienne française.
- 23 août : Péter Pál Pálfy, mathématicien hongrois.
- 30 août : Lloyd N. Trefethen, mathématicien américain.
- 7 septembre : Efim Zelmanov, mathématicien russe, médaille Fields en 1994.
- 9 septembre : Francis Bonahon, mathématicien français.
- 25 septembre : Alexander Merkurjev, mathématicien américain d’origine russe.
- Septembre : Marston Conder, mathématicien néo-zélandais.
- 19 octobre : James Demmel, mathématicien et informaticien américain.
- 5 novembre : 
  - Bernard Chazelle, mathématicien et informaticien franco-américain.
  - Georges Skandalis, mathématicien grec et français.
- 13 décembre :
  - Gérard Besson, mathématicien français.
  - Alain-Sol Sznitman, mathématicien français.
- 14 décembre :
  - Jill Pipher, mathématicienne américaine.
  - Gordon Slade, mathématicien canadien.
  - Michael Weiss, mathématicien allemand.
- Gil Kalai, mathématicien et informaticien israélien.

## Décès
- 7 janvier : Edward Kasner (né en 1878), mathématicien américain.
- 24 janvier : Percy John Heawood (né en 1861), mathématicien britannique.
- 9 mars : Jean Chazy (né en 1882), mathématicien français.
- 17 mars : Georges Valiron (né en 1884), mathématicien français.
- 5 avril : Tibor Szele (né en 1918), mathématicien hongrois.
- 20 avril : Tirukkannapuram Vijayaraghavan (né en 1902), mathématicien indien.
- 11 mai : Nikolaï Krylov (né en 1879), mathématicien russe.
- 20 juin : Carlo Somigliana (né en 1860), mathématicien italien.
- 10 août : Zdzisław Krygowski (né en 1872), mathématicien polonais.
- 2 septembre : Henri Dulac (né en 1870), mathématicien français.
- 8 décembre : Hermann Weyl (né en 1885), mathématicien allemand.